# جمال آدامز
جمال آدامز (بالإنجليزية: Jamal Adams)‏ هو لاعب كرة قدم أمريكية أمريكي، ولد في 17 أكتوبر 1995 في لويسفيل في الولايات المتحدة.

## وصلات خارجية
- جمال آدامز على موقع إي إس بي إن.كوم (أن.أف.أل)3
- جمال آدامز على موقع مرجع كرة القدم المحترفة.كوم (الإنجليزية)